# Eduardo Rudy
Eduardo Rudy (Esperanza, Santa Fe, Argentina; 8 de octubre de 1920 - La Falda, Córdoba, Argentina; 6 de diciembre de 1989) fue un animador y primer actor argentino de teatro, cine y televisión que gozó de popularidad entre las décadas de 1950-1970.

## Biografía
Nacido en la ciudad de Esperanza (Santa Fe) el 8 de octubre de 1920, a los trece años de edad demostró su inclinación artística, al sumarse a un circo que estaba actuando en su pueblo, pero la aventura -como casi todas las de este tipo- le duró sólo tres días pues debió abandonarlo al ser descubierto por su talento para el teatro. Después de terminar sus estudios primarios, se trasladó a Buenos Aires, a fin de encontrar escenario propicio para canalizar sus inquietudes que desde muy niño incipientemente latían en él: el teatro, el cine, la radio y la televisión.
Con un timbre de voz parecido al de Narciso Ibáñez Menta se inició en LS 10 Radio Callao (después Radio Libertad), donde debuta con el radioteatro El sí de las niñas, de Moratín en la compañía de Josefina Díaz y Manuel Collado. Posteriormente trabajó una larga temporada en los radioteatros de Nené Cascallar siendo el galán de primeras actrices como Hilda Bernard por Radio Splendid, o en Radio El Mundo junto a Celia Juárez y Dora Ferreyro.
En la pantalla chica muchas veces le tocó protagonizar el rol  de "galán" como en la teleserie argentina "El amor tiene cara de mujer" emitida en los años 1960 y en "Cuatro hombres para Eva". En 1985 actuó como Primer Actor en la telenovela "No es un juego vivir". Su voz en off se escuchó en noticieros como Sucesos Argentinos durante los años 1950, o en los capítulos de Microhistorias del mundo, entre los años 1980 y 1982. Vivió luego en España adonde alternó entre el cine y las grabaciones de discos infantiles con su acentuación española. Realmente tenía una voz privilegiada y fue maestro de sus colegas actores.
En cine, destacó su labor en el género policial. Recibió un Premio Konex en 1981 por su destacada actuación teatral.
Murió en la localidad de La Falda, Córdoba, Argentina, por un infarto.
Sus restos descansan en el cementerio de la ciudad de Esperanza (Santa Fe). Casado por muchos años con Luisa, tuvo una hija llamada Cristina, una modelo de costura y bailarina que incursionó brevemente como actriz.
Fue uno de los principales animadores del programa televisivo "Grandes Valores del Tango"  entre los 1960 y finales de los 1970.
También fue un famoso actor de fotonovelas como El galleguito de la cara sucia junto a Malvina Pastorino en 1967 que se emitía por la Revista Intervalo.

## Filmografía
Guionista:
- Las dos culpas de Betina (1973)

Intérprete:
- La ciudad de dos hombres (1981)
- Los chicos crecen (1976)
- Delincuencia juvenil (inédita - 1974)
- Las dos culpas de Betina (1973)
- José María y María José (Una pareja de hoy) (1973)
- Juan Moreira (1973)
- Adiós Alejandra (1973)
- Las ruteras (1968)
- Villa Cariño (1967)
- ¡Al diablo con este cura! (1967)
- ¡Esto es alegría! (1967)
- Proceso a la ley (inédita - 1964)
- Violencia en la ciudad (inédita - 1957)
- Más allá del olvido (1955)
- La Tierra del Fuego se apaga (1955)
- Reportaje a un cadáver (inédita - 1955)
- Se necesita un hombre con cara de infeliz (1954)
- El paraíso (1953)
- Mala gente (1952)
- Camino al crimen (1951)
- Captura recomendada (1950)
- Un señor mucamo (1940)

## Radio
- El sí de las niñas
- La piedra contra el cristal (1945).
- Crimen en borrador (1951), de Julio Porter y Raúl Gurruchaga.
- El miedo en llamas (Capítulo presentado por El Teatro Palmolive del Aire).
- Horas Desesperadas (1956), junto a Olga Zubarry, Aurora del Mar y José María Langlais.
- Chispazos de tradición (1984), por Radio Argentina.

## Televisión
- 1960: El amor tiene cara de mujer.
- 1960: Obras maestras del terror.
- 1960: Cuatro hombres para Eva.
- 1963: Nace una estrella
- 1966/1967: Tres destinos.
- 1967: Gran Hotel Carrousell.
- 1969: El hombre que volvió de la muerte.
- 1970: El teatro de los tres.
- 1970: Gran teatro universal.
- 1970: La comedia de los martes.
- 1970/1974: Alta Comedia.
- 1971: Cuatro hombres para Eva
- 1971: Locos de verano.
- 1971: Teatro 13.
- 1971: La supernoche.
- 1972: Tan desnudita... no.
- 1972: Premier 70.
- 1972/1974: Malevo.
- 1973: Mi amigo Andrés.
- 1973: Teatro como en el teatro.
- 1973: Mi hijo Rasputín.
- 1975: No hace falta quererte.
- 1976: La posada del Sol.
- 1978: Cumbres Borrascosas.
- 1980 El sow de Carlos Villagrán
- 1980: Dulce fugitiva.
- 1980-1982: Microhistorias del mundo.
- 1980: Hola, Pelusa.
- 1981: La ciudad de dos hombres.
- 1981: Los especiales de ATC.
- 1981: Treinta años y una noche.
- 1981/1982: Lo imperdonable.
- 1982: El Oriental.
- 1982: Los exclusivos del Nueve.
- 1982: Juan sin nombre.
- 1983: Señor amor.
- 1984: Pelear por la vida.
- 1984/1985: Tal como somos.
- 1985: No es un juego vivir.
- 1987: Como la hiedra.[3]

## Teatro
- 1954: Obra representada en el Teatro Lasalle junto a Silvia Nolasco y Ricardo Trigo.
- 1967: Mi querida familia, con Jorge Barreiro.
- 1968: Mi querida parentela.
- 1971: Alta infidelidad.
- 1979: El bilingüe, con Alberto Argibay, Maurice Jouvet y Dora Prince.[4]
- 1983: Viva.